# Dougie Fife
Pour les articles homonymes, voir Fife.
Pas d'image ? Cliquez ici

a Compétitions nationales et continentales officielles uniquement.

b Matchs officiels uniquement.
Dernière mise à jour le 19 juillet 2023.
Douglas James Fife dit « Dougie Fife », né le 8 août 1990 à Édimbourg, est un joueur international écossais de rugby à XV et de rugby à sept évoluant au poste d'ailier (1,88 m pour 95 kg).

## Biographie
Il a obtenu sa première cape internationale le 15 mars 2014 à l’occasion d’un match contre l'équipe du pays de Galles à Cardiff (pays de Galles).

## Statistiques en équipe nationale
- 8 sélections (4 fois titulaire, 4 fois remplaçant)
- 15 points (3 essais)
- Sélections par année : 3 en 2014, 3 en 2015, 2 en 2018
- Tournois des Six Nations disputés : 2014, 2015

## Palmarès

### En province
- Finaliste du Challenge européen en 2015 avec Édimbourg Rugby.

### En sélection nationale
En Équipe d'Écosse de rugby à sept sur les World Rugby Sevens Series :
- Vainqueur du London rugby sevens en 2016.
- Vainqueur du London rugby sevens en 2017.